# Rhodopina andrewesi
Rhodopina andrewesi là một loài bọ cánh cứng trong họ Cerambycidae.